# Daisuke Saitō (ur. 1974)
Daisuke Saitō (jap. 斎藤 大輔 Saitō Daisuke; ur. 19 listopada 1974) – japoński piłkarz występujący na pozycji obrońcy.

## Kariera klubowa
Od 1997 do 2009 roku występował w klubach Gamba Osaka, Cerezo Osaka i JEF United Chiba.